# Sei Kamah I
Sei Kamah I is een bestuurslaag in het regentschap Asahan van de provincie Noord-Sumatra, Indonesië. Sei Kamah I telt 2276 inwoners (volkstelling 2010).